# Gerardo Mascareño
Gerardo Mascareño (* 4. Juli 1970 in Silver Spring, Maryland) ist ein ehemaliger US-amerikanisch-mexikanischer Fußballspieler auf der Position eines Stürmers.

## Leben
Mascareño begann seine Laufbahn als Fußballprofi bei den Los Angeles Lazers und wurde früh von Talentscouts aus Mexiko, der Heimat seiner Vorfahren, entdeckt. Bereits ab 1990 wirkte er in der höchsten mexikanischen Spielklasse mit. Die ersten vier Jahre verbrachte er beim Puebla FC, der kurz vor seinem Eintreffen das Double gewonnen hatte. Über den CF Atlante sowie die beiden in Guadalajara beheimateten Stadtrivalen Atlas und Chivas stieß er 1998 zum CF Pachuca, mit dem er in der Winterspielzeit 1999 die mexikanische Fußballmeisterschaft gewann. Danach spielte er noch für die Monarcas Morelia und den Club León, mit dem er 2002 in die zweite Liga abstieg. Anschließend ließ er seine aktive Laufbahn in der Saison 2002/03 beim Zweitligisten Nacional Tijuana ausklingen.

## Erfolge
- Mexikanischer Meister: Winter 1999